# Villa Conen à Palić
La villa Conen à Palić (en serbe cyrillique : Конен вила на Палићу ; en serbe latin : Konen vila na Paliću) est située à Palić, dans la province de Voïvodine, sur le territoire de la Ville de Subotica et dans le district de Bačka septentrionale, en Serbie. Elle est inscrite sur la liste des monuments culturels protégés de la République de Serbie (identifiant no SK 1541).

## Présentation
La villa a été construite en 1900 pour le riche industriel Vilmos Conen par l'architecte Ferenc Raichle, dans la partie de la station thermale de Palić que l'on appelait alors le « parc anglais ». Elle est caractéristique de la période de transition de l'architecte entre un style traditionnel et un style qui va devenir celui de la Sécession hongroise.
La villa s'organise autour de la salle à manger, conçue comme le centre de la vie familiale privée et sociale, c'est-à-dire comme lieu de transition entre l'intérieur et l'extérieur, avec un accès direct sur le jardin et le parc.
Dans l'édifice, l'architecte a expérimenté dans l'organisation des façades, avec des conceptions qu'il appliquera plus tard à sa propre maison de Subotica, notamment avec un jeu sur l'asymétrie visible dans une tour latérale purement décorative. Il a pris ses distances avec le modèle de la « villa suisse » en lui adjoignant de lignes courbes empruntées au style Art nouveau et qui deviendront une des caractéristiques de son architecture. Une autre innovation de Raichle est la construction d'un socle fait de pierres irrégulières sur lequel repose la maison, configuration utilisée par Béla Lajta et Károly Kós et par les architectes hongrois du « groupe des jeunes », inspirés par l'architecture de Transylvanie.
L'inspiration de Raichle se présente ainsi comme à la jonction de l'Art nouveau, du baroque et de l'architecture éclectique.